# Иоанн (Жданов)
Это статья о епископе, такое же имя носил отец Иоанн (Иоанн Борисович Жданов) из Елецкого Троицкого монастыря.
Епи́скоп Иоа́нн (в миру Па́вел Ио́нович Жда́нов; 1817, село Засижье, Дорогобужский уезд, Смоленская губерния — 14 января 1883) — епископ Русской православной церкви, епископ Чигиринский, викарий Киевской епархии.

## Биография
Родился в 1817 году в селе Засижье (ныне — в Ярцевском районе Смоленской области) в семье священника.
Первоначально обучался в Смоленской духовной семинарии (1837), затем в Санкт-Петербургской духовной академии.
27 августа 1841 года по окончании академического курса назначен учителем Смоленской духовной семинарии.
18 декабря 1842 года удостоен степени магистра.
С 31 декабря 1843 года — ректор Вяземского духовного училища.
20 февраля 1844 года рукоположён во священника к Троицкому собору Вязьмы. Был цензором проповедей.
С 20 ноября 1848 года — протоиерей.
8 января 1853 года переведён в Смоленск настоятелем Успенского кафедрального собора.
С 6 ноября 1855 года — ректор Смоленского духовного училища.
14 сентября 1870 года пострижен в монашество и 20 сентября возведён в сан игумена.
30 ноября назначен ректором Новгородской духовной семинарии и настоятелем Новгородского Антониева монастыря.
25 декабря того же года возведён в сан архимандрита.
30 марта 1875 года хиротонисан во епископа Чебоксарского, викария Казанской епархии.
С 4 февраля 1878 года — епископ Чигиринский, викарий Киевской епархии.
Был членом Богоявленского братства, а затем избран председателем Совета братства.
Будучи настоятелем Киевского Михайловского Златоверхого монастыря, много потрудился для обновления его, особенно иконостаса.
Скончался 14 января 1883 года. Погребён в Киевском Михайловском Златоверхом монастыре, в Екатерининском приделе соборного храма.